# Metropolia Piura
Metropolia Piura – metropolia rzymskokatolicka w Peru utworzona 30 czerwca 1966 roku.

## Diecezje wchodzące w skład metropolii
- Archidiecezja Piura
  - Diecezja Chachapoyas
  - Diecezja Chiclayo
  - Diecezja Chulucanas
  - Prałatura terytorialna Chota

## Biskupi
- Metropolita: abp José Antonio Eguren Anselmi SCV (od 2006) (Piura)
- Sufragan: bp Emiliano Antonio Cisneros Martínez OAR (od 2002) (Chachapoyas)
- Sufragan: bp Robert Prevost OSA (od 2015) (Chiclayo)
- Sufragan: bp Daniel Turley OSA (od 2000) (Chulucanas)
- Sufragan: prałat Fortunato Pablo Urcey (od 2005) (Chota)

## Główne świątynie metropolii
- Katedra św. Michała Archanioła w Piurze
- Katedra św. Jana Chrzciciela w Chachapoyas
- Katedra Świętej Marii w Chiclayo
- Katedra Świętej Rodziny w Chulucanas
- Katedra Wszystkich Świętych w Chota